# Épervier besra
Tachyspiza virgata
Espèce
Statut de conservation UICN

 LC  : Préoccupation mineure
Statut CITES
L'Épervier besra (Tachyspiza virgata) est une espèce d'oiseau de la famille des Accipitridae.

## Répartition et sous-espèces
Selon la classification de référence du Congrès ornithologique international (15.1, 2025) il se répartit en dix sous-espèces (ordre philogénique) :
- T. v. affinis (Hodgson, 1836) — de l'Himalaya au centre/sud de la Chine et l'Indochine ;
- T. v. fuscipectus (Mees, 1970) — Taïwan ;
- T. v. besra (Jerdon, 1839) — Ghats occidentaux et orientaux et Sri Lanka ;
- T. v. abdulalii (Mees, 1981) — îles Andaman-et-Nicobar ;
- T. v. confusa (Hartert, 1910) — nord des Philippines ;
- T. v. quagga (Parkes, 1973) — sud des Philippines ;
- T. v. vanbemmeli Voous, 1950) — Bukit Barisan ;
- T. v. rufotibialis Sharpe, 1887) — forêts pluviales de montagne de Bornéo ;
- T. v. virgata (Temminck, 1822) — Java et Bali ;
- T. v. quinquefasciatus (Mees, 1984) — Florès.